# Spinatimonomma brittoni
Spinatimonomma brittoni es una especie de coleóptero de la familia Monommatidae.

## Distribución geográfica
Habita en India y Pakistán.